# معادلة ليابونوف
في نظرية التحكم، معادلة ليابونوف المتقطعة لها الشكل :
{\displaystyle AXA^{H}-X+Q=0}
حيث {\displaystyle Q} هي مصفوفة هيرميتية و{\displaystyle A^{H}} هو التبديل المتفارن ل{\displaystyle A}.
سميت هاته المصفوفة هكذا نسبة إلى عالم الرياضيات الروسي ألكسندر ليابونوف.